# Bread and Puppet Theater
Bread and Puppet Theater je loutkové divadlo, které vzniklo roku 1963 a sídlí na farmě v Gloveru v americkém státě Vermont. Jeho ředitelem je Peter Schumann. Divadlo se vyznačuje důrazem na komunitní život a politickou angažovanost.
Založili je na newyorské Lower East Side východoevropští přistěhovalci Elke a Peter Schumannovi. Soubor se zařadil k výrazným hybatelům kontrakultury 60. let, ve své tvorbě vystupoval proti účasti USA ve vietnamské válce a sociální i rasové nerovnosti. Členové se účastnili mnoha demonstrací a happeningů, podpořili mj. Zapatovu armádu národního osvobození v Mexiku. S divadlem spolupracovala spisovatelka Grace Paleyová. K významným inscenacím patřily Fire, Birdcatcher in Hell, The Cry of the People for Meat, Stations of the Cross a Men of Flesh and Cardboard. Tvorba divadla vychází z mytologie a středověkých moralit, využívá karikaturně pojaté loutky v nadživotní velikosti, inspiruje se prvky pouličního umění, jako je tanec na chůdách. Představení doprovází hudební těleso Bread & Puppet Circus Band. 
Bread and Puppet Theater se hlásí k programu „levného umění“, odmítá sponzoring a žije pouze z dobrovolného vstupného. Loutky a masky vytvářejí členové souboru z přírodních materiálů. Název divadla znamená „chléb a loutky“ a odkazuje ke zvyku divadelníků péct domácí chléb a podávat ho divákům zdarma s aioli, což vyjadřuje přesvědčení, že umění by mělo být pro člověka každodenním pokrmem. Divadlo má vlastní muzeum s rozsáhlou kolekcí loutek a provozuje vydavatelství knih. Do roku 1998 také pořádalo v Gloveru kulturní festival Our Domestic Resurrection Circus. Bread and Puppet Theater se objevil ve filmovém muzikálu Julie Taymorové Napříč vesmírem. V roce 1978 se stal soubor jedním z držitelů Erasmovy ceny.